# Верняев, Анатолий Яковлевич
Анато́лий Я́ковлевич Верня́ев (6 мая 1920, Вашкинский район — 23 июня 1997, Киев) — подполковник Советской Армии, участник Великой Отечественной войны, Герой Советского Союза (1944).

## Биография
Анатолий Верняев родился 6 мая 1920 года в деревне Ушаково (ныне — Вашкинский район Вологодской области) в семье служащего. Русский. В 1939 году он окончил педагогическое училище, после чего работал учителем. В том же году Верняев был призван на службу в Рабоче-крестьянскую Красную Армию. В 1940 году он окончил Челябинское военное авиационное училище лётчиков-наблюдателей. С 1941 года — на фронтах Великой Отечественной войны.
Принимал участие в бомбардировках Кёнигсберга, Данцига, Берлина, Будапешта, Сату-Маре, Зволена, Свинемюнде. В звании гвардии старшего лейтенанта Верняев был штурманом отряда 4-го гвардейского авиаполка 9-й гвардейской авиадивизии 6-го авиакорпуса дальнего действия. В мае 1942 года, возвращаясь с боевого задания, Верняев был сбит, но вместе с экипажем без потерь смог вернуться в расположение своей части. К марту 1944 года он совершил уже 264 боевых вылета на бомбардировку скоплений войск противника и объектов военно-промышленного комплекса.
Указом Президиума Верховного Совета СССР от 13 марта 1944 года за «образцовое выполнение боевых заданий командования по уничтожению живой силы и техники противника и проявленные при этом мужество и героизм» гвардии старший лейтенант Анатолий Верняев был удостоен высокого звания Героя Советского Союза с вручением ордена Ленина и медали «Золотая Звезда» за номером 3373.
После окончания войны Верняев продолжил службу в Советской Армии. В 1955 году он окончил Высшую офицерскую лётно-тактическую школу командиров частей дальней авиации. В 1960 году в звании подполковника Верняев был уволен в запас. Проживал в Киеве, работал старшим диспетчером аэропорта. Умер 23 июня 1997 года, похоронен на Лесном кладбище Киева.
Был также награждён тремя орденами Красного Знамени, двумя орденами Отечественной войны 1-й степени, орденом Красной Звезды, а также рядом медалей.

## Память
- Бюст А. Я. Верняева установлен на Аллее Героев Филиала Военного учебно-научного центра Военно-воздушных Сил «Военно-воздушной академии имени профессора Н. Е. Жуковского и Ю. А. Гагарина» в Челябинске (2021)[4].